# Gliese 269
Gliese 269 è una stella binaria che si trova a circa 47,6 anni luce di distanza dal Sistema solare. Pur essendo una stella relativamente vicina alla Terra, è troppo debole per poter essere visibile ad occhio nudo. La sua magnitudine apparente combinata, infatti, è 6,67, mentre la magnitudine assoluta è 5,85.
Le sue componenti sono separate di 0,70 secondi d'arco e appartengono alla sequenza principale ma sono più piccole e fredde e meno luminose rispetto al Sole, infatti la classe spettrale di Gliese269A è K1 V, quella di Gliese269B è K3 V. massa e raggio della primaria sono poco più dell'80% di quelli del Sole, mentre la secondaria ha una massa 0,69 quella solare ed un raggio del 73% di quello della nostra stella. Il periodo orbitale delle due stelle attorno al comune centro di massa è di 94 anni.